# Dobrovoljci
Dobrovoljci je naziv za vojake, ki so se kot prostovoljci bojevali v balkanskih vojnah na strani Srbije. Kasneje se je naziv dobrovoljci oprijelo tudi Slovencev, Hrvatov in Srbov, ki so se kot avstoogrski državljani bojevali v vrstah takratne kraljevske srbske vojske in antatnih armad za osvoboditev in združitev južnoslovanskih narodov v skupno državo.